# شیشه سکوریت

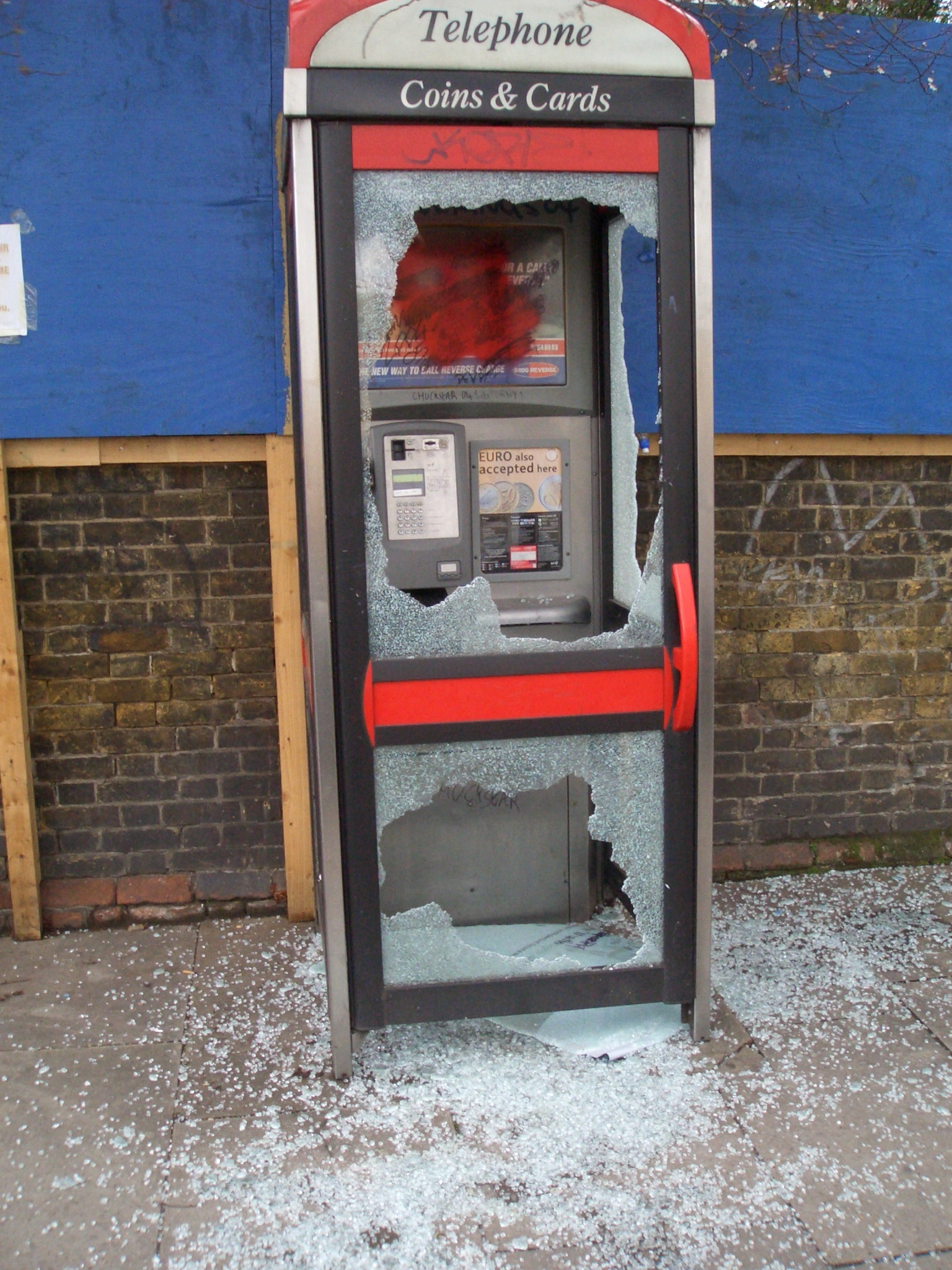
یک باجه تلفن با شیشه سکوریت شکسته در هالووی، لندن

سکوریت کردن یک فرایند عملیات حرارتی است که بر روی شیشه‌های ساختمانی انجام می‌شود. این فرایند را می‌توان بر روی شیشه‌های رنگی، رفلکتیو، چاپ شده یا لعاب خورده نیز انجام داد.
این نوع شیشه که محصولی از شیشه پنجره، رنگی، رفلکس دار، چاپ شده یا لاکی می‌باشد.

## فرایند سکوریت کردن شیشه
- عملیات حرارتی: عملیات حرارتی از گرم کردن یکنواخت جام شیشه تا دمای نرمی شیشه (بالای ۷۰۰ درجه سانتی گراد) می‌باشد. شیشه گرم شده به وسیلهٔ دمیدن هوای سرد به هر دو سطح شیشه سریعاً سرد می‌گردد. در این فرایند شیشه را تا مرحله نرم شدن در بالای ۷۰۰ درجه سانتی گراد حرارت داده، سپس سریعاً به دو سمت شیشه هوای بسیار خنک وزیده می‌شود.
- در مرحله سرد سازی شیشه، لایه‌های بیرونی آن سریع تر از لایه‌های داخلی خنک می‌گردند که این امر موجب استحکام شیشه می‌گردد.

زیرا در خلال سرد شدن، سطوح شیشه سریع تر از مرکز آن سرد شده که موجب ایجاد تنش‌های دائمی و در نتیجه استحکام شیشه می‌گردد.
کوره‌های حرارتی نیز به دو صورت کانوکشن و المنتال می‌باشند.
کوره‌های المنتال کوره‌های هستند که گرما با المنت به شیشه القا می‌گردد.
کوره‌های کانوکشن به نسبت گرانتر از المنتال بوده ولی به دلیل القای گرما به وسیله گرمای هوای درون کوره سکوریت یکدست‌تر و بهتری به دست خواهد آمد.

## مزایای استفاده از شیشه سکوریت
در مقایسه با شیشه خام با ضخامت‌های یکسان، شیشه سکوریت در مقابل شکستگی مقاومت بیشتری دارد، به صورتی که می‌توان گفت مقاومت مکانیکی آن بیش از ۵ برابر می‌گردد.
در صورت شکست شیشه، شیشه سکوریت به قطعات کوچک با لبه‌های صیقلی تبدیل می‌شود که قدرت برش بسیار کمتری نسبت به شیشه های معمولی دارند . این امر خطر صدمه را کاهش می‌دهد.

## موارد استفاده
شیشه سکوریت در جائیکه استحکام، مقاومت در مقابل حرارت و ایمنی مورد نظر باشد قابل استفاده می‌باشد. عموماً شیشه سکوریت در صنعت خودرو سازی برای مقابله از خورد شدن شیشه به قطعات بزرگ از شیشه سکوریت در سمت جلو و عقب خودرو استفاده می‌گردد.
در جلو از شیشه لمینیت استفاده می‌گردد چرا که در هنگام ضربه نمی‌شکند.
هنگامی که پارامترهایی نظیر مقاومت مکانیکی و ایمنی اهمیت قابل ملاحظه پیدا می‌کند، شیشه مقاوم‌سازی شده (سکوریت) مورد استفاده قرار می‌گیرد. معمول ترین مورد استفاده این شیشه بدین خاطر که پس از شکست، به صورت قطعات ریز در می‌آید در صنعت اتومبیل برای شیشه‌های جانبی و عقب مورد استفاده قرار می‌گیرد (برای شیشه جلو در عوض از شیشه‌های لمینیت که هنگام شکست جدا نمی‌شوند استفاده می‌گردد)
در لوازم خانگی با استفاده از ماشین آلاتی همچون سی ان سی‌ها و برش‌های تمام اتومات – دستگاهای واترجت - دستگاهای تراش با قابلیت تنظیم هر نوع برداشت - دستگاهای چاپ تمام اتوماتیک – کوره‌هایی از نوع کانوکشن – و غیره می‌تواند انواع شیشه‌های هودطرح دار با هر نوع برش اعم از پنل و بدنه– سینک‌های شیشه‌ای با طرح‌های کار شده بر روی شیشه – اجاق گاز رومیزی و فر توکار و یخچال – شیشه‌های تزیینی را تولید نمود.
در ساختمان‌سازی شیشه سکوریت برای سازه‌های بدون قاب مانند در ورودی یا هر مکانی که احتمال صدمه زدن به انسان را داشته باشد قابل استفاده است.
از دیگر موارد می‌توان به استفاده از شیشه سکوریت در ادارات اشاره کرد. اصولاً در ادارات به دلیل اینکه در سیستم‌های مدرن ترجیح داده می‌شود که فضاها به یکدیگر دید داشته باشند، استفاده از شیشه رایج شده. اما نکته اینجاست که شیشه معمولی دارای خطرات بسیار زیادی است و در صورتی که آسیبی ببیند، خطر جانی زیادی دارد. اما شیشه سکوریت این خطر را تا حد زیادی رفع کرده و در صورت شکستن، به قطعات بسیار ریزی تبدیل می‌شود که خطر جانی ندارند.

## جدول مشخصات تولید
- بیشترین سایز واحد ۸۴۰۰ * ۳۲۰۰ mm
- کمترین سایز واحد ۳۰۰ * ۱۲۰ mm
- بیشترین ضخامت واحد ۱۹ mm
- کمترین ضخامت واحد ۴ mm